# Eliseu Meifrèn i Roig
Eliseu Meifrèn i Roig (Barcelona, 28 de desembre de 1857 – ibid., 5 de febrer de 1940) va ser un pintor català que va viure de ple l'etapa del modernisme, tot i que a la seva obra és més marcada la influència de l'impressionisme francès.

## Biografia
Nascut en el si d'una família burgesa, començà els estudis de medicina per a seguir els passos del seu pare Josep Meifrèn Alfares, dentista de professió, nascut a Canet. En acabar el primer curs, però, els abandonà per a poder dedicar-se totalment a la seva vocació artística. Així doncs, el 1875 es matriculà a l'Escola de Belles Arts de Barcelona, més coneguda com a Escola de la Llotja, on fou deixeble d'Antoni Caba i Ramon Martí Alsina. Completà la seva formació a París on, amb els pintors Ramon Casas i Santiago Rusiñol, anà allunyant el seu pintar dels academicismes i acostant-lo a la manera de fer dels impressionistes, per exemple pintant à plein air.
Més endavant tornà a Barcelona i s'hi estigué un temps. El 1880 realitzà la seva primera exposició, a la Sala Parés, i el 1882 participava en la primera exposició de l'Acadèmia de Belles Arts de Sabadell. L'any 1883 va contraure matrimoni amb Dolors Pajarín Valls, amb qui tingué tres fills. Els anys següents continuà anant a París i alternant estades en aquesta ciutat i a Barcelona. A Paris hi realitzava dibuixos i aquarel·les que representaven la vida urbana i els cafès i que sovint eren elogiades quan s'exposaven. Meifrèn forma part d'aquella generació insatisfeta que, en paraules de C. Baños, «tenían el pensamiento en París y el corazón en Barcelona y, deslumbrados por el arte parisino y el impresionismo, lo cultivaron».
Més endavant, durant la dècada dels noranta, com que viatjà molt i exposà el seu treball a diverses ciutats d'Europa i Amèrica, es va anar fent una fama d'artista cosmopolita i aventurer i va anar creixent el seu prestigi gràcies al fet que les seves obres van arribar a ser àmpliament conegudes i que va obtenir nombrosos premis.
Va estar a Chicago el 1893, a Brussel·les el 1910, a Montevideo i Buenos Aires el 1910, a Amsterdam el 1912 i a San Francisco el 1915, on creà i exposà la seva obra.
Després d'aquests anys de dinàmica activitat, el 1917 tornà a Barcelona, on sempre havia residit la seva muller, i Meifrèn hi convisqué fins que el 1924 en va restar vidu. No gaire temps després es tornà a casar i s'establí amb la seva segona esposa a Mallorca, on fou professor de l'Escola de Belles Arts, fins a l'inici de la Segona Guerra Mundial que tornen a Barcelona. Meifrèn hi morí el febrer de 1940.

## Obra

### Característiques generals
Els inicis de Meifrèn en la pintura coincidiren amb els epílegs del realisme i el naturalisme tot i que és conegut sobretot com a pintor de marines i paisatges, fets amb pinzellades soltes i en tons amables. Per exemple trobem Paisatge amb tolls (c.1884), que forma part del fons de la Biblioteca Museu Víctor Balaguer
Ara bé la seva obra és tan àmplia que es distingeixen tres moments clars on el seu art canvia degut a les influències coetànies que adopta. El primer moment abasta des del seu aprenentatge a l'Escola de Llotja fins als seus viatges a París (1875 – 1890), després hi ha un moment d'estabilitat on la seva obra és més madura i que abasta el canvi de segle (1890 – 1905), finalment un últim moment que abasta l'època dels seus viatges pel món fins a la seva estada a Mallorca (1905 – 1939).
- Primer moment (1875 – 1890):[7]és el moment de formació en el qual va eliminant a poc a poc els elements compositius que estableixen la tercera dimensió i se centra en elements de primer pla i l'enquadrament com feien molts dels artistes de l'Escola de Barbizon, per això es creu que té certa connexió amb l'estil dels seus pintors, així com amb els impressionistes per la pintura ràpida que vol captar el moviment i el predomini del color.
- Segon moment (1890 – 1905):[8]és el moment de maduresa del seu art on principalment gràcies a les influències impressionistes canvia la gamma cromàtica utilitzada fins al moment, introduint nous colors i provant diferents efectes lumínics, tant en la incidència sobre superfícies aquàtiques com en els jocs de llum i ombra creat per vegetacions; realitzant sobretot quadres de temàtica agradable. A més les pinzellades comencen a ser més segures i delicades deixant a banda convencionalismes acadèmics.
- Tercer moment (1905 – 1939):[9]des d'ara la seva manera de fer ja és plena; ha assolit una varietat de temàtiques, riquesa en els plantejaments i seguretat tècnica, cosa que reflecteixen les seves sèries de temàtica variada. Meifrèn també analitzarà diferents formes de matisar els cels i les aigües en llocs i situacions diverses, però sobretot ho reflectirà en les obres que fa del poble de Cadaqués.[10] Sempre sense abandonar la idea de reflectir més que un tema o anècdota la fugacitat del temps mitjançant els moviments en l'aigua i l'aire.

Entre les seves obres poden citar-se Gent de mar i El Marne (circa 1932), tot i que potser la més coneguda per la seva recent restauració és El port de Barcelona.
La seva obra va influir en pintors com Segundo Matilla.

### Influències
A l'hora d'analitzar quins moviments artístics o personatges van calar en l'artista deixant petjada en el seu treball hem de destacar com ja s'ha dit anteriorment l'impressionisme francès i el paisatgisme. Ara bé pel que fa a un àmbit més local, també trobem grups artístics i personatges amb els quals es relacionà, concretament destaquen dos centres productius d'Espanya: Catalunya i València. A tots dos llocs va entrar en contacte amb diferents formes de treballar i de tractar la pintura dels que Meifrèn adoptà para si allò que més li cridà l'atenció o li va semblar millor per a les seves necessitats artístiques.
- Escola d'Olot:[14]adopta d'aquests el desig de no incloure sentimentalismes dramàtics en el paisatge, és a dir, no pretén reflectir en les obres el seu estat anímic, la voluntat per incloure superfícies aquàtiques en els quadres (ja que aquestes permeten crear jocs lumínics), la despreocupació respecte al tema i l'atenció dedicada als arbres, boscos, etc. En canvi són diferents els tractaments que donen als animals (molt freqüents en les obres dels seus artistes i no en Meifrén) i al cel i el núvols, a qui Meifrèn atorga una cuidadossa atenció el contrari que els artistes d'aquesta escola.

- Escola de Sitges:[15]tenen una manera semblant de concebre el paisatge ja que atorguen la mateixa atenció a elements com l'arquitectura popular, el paisatge urbà, els emblanquinats de pobles mariners (que permeten incloure sectors clars amb matisos suaus i vives notes de color en finestres i portes) i el protagonisme que donen al primer terme. Però discrepen en altres àmbits, aquestes diferències són substancials i s'accentuen amb els anys perquè Meifrèn era més inquiet i dsitjava explorar nous camins. Una diferència fàcil de veure és la del tractament del mar, molt tranquil, en tons blavosos i al fons de la composició en els pintors de Sitges i més viu i dinàmic en les obres de Meifrèn ja que el tracta amb riques varietats cromàtiques on predominen verds, blaus i grisos. Quelcom semblant succeeix amb el tractament del cel i els núvols, en la importància de la vegetació i els seus efectes de llum i ombra relegats a segon terme pels membres del grup mentre que per meifrèn eren importants i per això els situa en primer terme ja estiguin aïllats, construint un bosc o alineats a la vora d'un riu. Finalment hi ha la tècnica o pinzellada, més diversa en Meifrèn, ja que amb el pas dels anys la varia sent més decidida, segura, expressiva i carregada d'intenció.

- Ramon Casas i Rusiñol:s'assemblen en alguns paisatges de factura molt cuidada dels anys 80 i alguns amb inquietuds paral·leles dels anys 90, tot i que, ells eren més afins a reflectir elements urbans mentre que meifrèn optava per elements rurals.

- Joaquim Mir:és íntegrament paisatgista igual que Meifrèn pel que els atreuen temes similars. Els dos posen atenció al primer terme, a l'aigua (superfície rica en reflexos) i els fascinen les mateixes coses (sobretot les terres i els jardins de Mallorca). Mir però amb el temps es dedicarà més als paisatges d'interior no de costa i desenvolupa un sentit del color i la forma més independent.

- Pinazo:coincideixen en el concepte pictòric que formulen, concretament en uns quadres on no fan ús de l'esbós o dibuix preparatori, ja que la forma únicament pot expressar-se mitjançant el color.

- Sorolla:tenen coincidències molt superficials, l'interès pel color i la llum així com la pinzellada lliure i molt expressiva.

Aquests són alguns dels exemples més característics però n'hi ha d'altres a la inversa, és a dir, artistes que van veure l'obra de Meifrèn i la van fer seva en alguns aspectes. És el cas de Beruete que fou el renovador de la llum i el color en la pintura madrilenya, algunes obres com les que giren entorn l'aigua tractada com superfície receptora de reflexos coincideixen amb els treballats i preferits per Meifrèn.
Altres artistes com Darío de Regoyos amb una visió lírica cap al paisatge del nord de la península des d'Astúries fins a Catalunya amb solucions tècniques properes a l'impressionisme, o Ignacio Zuloaga, seduït per l'amplitud de les terres castellanes, Navarra i Aragó, territoris secs als que acompanya sempre d'uns núvols de forta expressivitat semblants als de Meifrèn.

## Premis i reconeixements
- 1879- Medalla d'or a l'Exposició Regional de València
- 1887- Medalla d'or a la Exposición Nacional de Madrid
- 1888- Medalla de bronze a l'Exposició Universal de París
- 1889- Medalla de bronze a l'Exposició Universal de París
- 1891- Medalla de bronze a l'Exposició Universal de París
- 1899[17] Medalla de plata a l'Exposició Universal de París
- 1904- Medalla de plata a l'Exposició Universal
- 1906- Primera medalla a l'Exposició Universal
- 1910- Medalla de plata a l'Exposició Universal de Brussel·les
- 1926- Cavaller de la Legió d'honor de França
- 1935- Guanyador del Premi Nonell
- 1936- Premi Campeny de la Generalitat de catalunya